# This is Satire
This is Satire is het tweede studioalbum van de Amerikaanse punkband None More Black. Het album werd uitgegeven op 2 mei 2005 via het punklabel Fat Wreck Chords. In 2009 en in 2014 werd het album heruitgegeven via het kleinere label Sabot Productions.

## Nummers
1. "We Dance on the Ruins of the Stupid Stage" - 3:32
2. "Under My Feet" - 2:24
3. "My Wallpaper Looks Like Paint" - 2:14
4. "Zing-Pong" - 2:52
5. "With the Transit Coat On" - 2:22
6. "Opinions & Assholes" - 1:47
7. "I See London" - 3:58
8. "Who Crosses State Lines Without a Shirt?" - 2:25
9. "D is for Doorman (Come on In)" - 4:08
10. "10 Ton Jiggawatts" - 2:42
11. "You Suck! But Your Peanut Butter is OK" - 1:40
12. "Yo, It's Not Rerun" - 2:10
13. "Majestic" - 3:45